# Pie (tarta rellena)
El pie (pronunciación en inglés: /paɪ/), escrito también como pay o pai, es un tipo de plato horneado que se elabora introduciendo pasta en un recipiente y llenándolo con una mezcla de ingredientes dulces o salados típica de la tradición culinaria anglosajona: Reino Unido, Estados Unidos, Australia, Irlanda, Nueva Zelanda, etc. Los pie dulces se pueden llenar de fruta (como en una tarta de manzana ), frutos secos, azúcar morena o verduras endulzadas. Los salados se pueden rellenar de carne, atún (como las empanadas) huevos y queso (quiche) o una mezcla de carne y verduras.
Por sus diferentes ingredientes con los que se elabora y ya que también es horneado, se clasifica como pan relleno de otros ingredientes.
La masa del producto es el elemento que define de qué tipo es. Un pie relleno tiene una base pastelera que reviste el plato de cocción y el relleno se coloca encima de esta pero se deja abierto. Un pie de corteza superior tiene el relleno en el fondo del plato y se cubre antes de hornear. La masa rota es típicamente utilizada para su base, pero se pueden utilizar muchas otras, cómo galletas o puré de papas.
Pueden ser de una variedad de tamaños, desde aquellos de un bocado hasta los diseñados para obtener múltiples porciones.

## Etimología

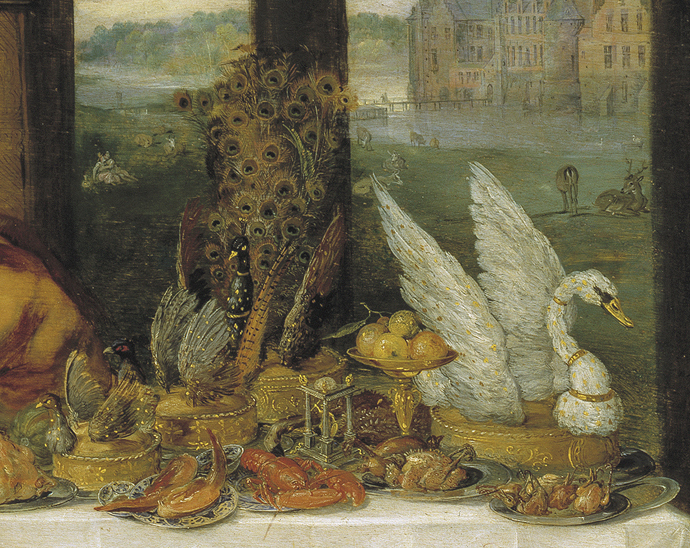
Detalle de una pintura de Jan Brueghel el Viejo (1568–1625) y Pedro Pablo Rubens (1577–1640) que representa varios pasteles de aves. Los cocineros reales europeos solían colocar aves cocidas encima de un gran pastel para identificar su contenido.

El origen de la palabra "pie" puede ser el Magpie, un "pájaro conocido por coleccionar cosas en su nido"; la conexión podría ser que los pasteles medievales también contenían muchas carnes de animales diferentes, como pollos, cuervos, palomas y conejos. Una receta de 1450 para "grete pyes" que se sugiere como apoyo para su etimología, contenía lo que Charles Perry llamó "probabilidades y extremos", que incluyen: "... carne de res, sebo de res, capones, gallina, 
ánade real y pato, conjos y aves grandes como garzas y cigüeñas, además de tuétano de res, yemas de huevo cocidas, dátiles, pasas y ciruelas pasas".

## Historia

### Antigüedad
Las primeras empanadas tenían la forma de planos pasteles crujientes, redondos o de forma libre y consistían en una corteza de avena, trigo, centeno o cebada con miel en el interior. Se convirtieron en una forma de repostería dulce para tomar al principio de la comida o de postre, que se pueden encontrar en las paredes de la tumba del faraón Ramsés II, que gobernó de 1304 a 1237 aC, situado en el Valle de los Reyes. Antes del 2000 aC, se escribió una receta de pastel de pollo en una mesita de Sumeria.
Se cree que los antiguos griegos crearon la pastelería. En las obras de Aristófanes (siglo V a. C.), hay menciones de carnes dulces, incluidas pequeñas pastas rellenas de fruta. Nada se sabe de la pastelería real utilizada, pero los griegos ciertamente reconocieron el comercio de pastelero como diferente al de panadero.
Los romanos hacían una pasta de harina, aceite y agua simple para cubrir las carnes y aves que se cocían, conservando así los zumos. El enfoque romano de cubrir "... pájaros o jamones con masa" era un intento de evitar que la carne se secara durante la cocción más que un pastel o torta real en el sentido moderno. La cubierta no estaba destinada a comerse; desempeñaba el papel de lo que más tarde se llamó hojaldre. Una pastelería más rica, destinada a comerse, se utilizaba para hacer pequeñas pastas con huevos o pajaritos. La primera referencia escrita a un pastel romano fue una masa de centeno que se llenó con una mezcla de queso de cabra y miel.
El libro de cocina romano De re coquinaria del siglo I hace varias menciones de recetas que incluyen pasteles. Hacia el 160 aC, el estadista romano Marc Porci Cató Censorí (234-149 aC), que escribió De agri cultura, explica la receta del pastel llamado placenta. También llamado libum por los romanos, se parecía más a un pastel de queso moderno sobre una base de pastelería, que a menudo se utilizaba como ofrenda a los dioses. Con el desarrollo del Imperio Romano y su eficiente transporte por carretera, la cocina de pasteles se extendió por toda Europa. Los romanos ricos combinaban muchos tipos de carnes en sus pasteles, incluidos mejillones y otros productos del mar. Los fabricantes de tartas romanas utilizaban generalmente aceites vegetales, como el aceite de oliva, para elaborar su masa.
Las empanadas se mantuvieron como alimento básico de los pueblos viajeros y trabajadores de los países más fríos del norte de Europa, con variaciones regionales basadas tanto en las carnes cultivadas o disponibles, así como en el cultivo de cereales locales. En estos países más fríos, la mantequilla y manteca de cerdo eran las principales grasas utilizadas.

### Época medieval
Durante esta época, los pasteles eran normalmente salados hechos con "...ternera, cordero, pato salvaje, paloma de urraca, condimentado con pimienta, grosellas o dátiles". Los cocineros medievales tenían un acceso restringido a los hornos debido a los costes de construcción y la necesidad de suministros de leña. Dado que las tartas se podían cocinar fácilmente a fuego abierto, esto facilitó su fabricación para la mayoría de los cocineros. De igual forma, al asociarse con un panadero, un cocinero podría centrarse en preparar el relleno. Las primeras recetas parecidas a pasteles se llevaban con cestos o cajas, tenían los lados y la parte superior recta o estaban descubiertos por la parte superior. La pastelería endurecida resultante no se comía necesariamente, ya que su función era contener el relleno para cocinar y almacenarlo. La corteza gruesa era tan resistente que debía abrirse agrietada para llegar al relleno. Ésta también puede ser la razón por la que las primeras recetas se centran en el relleno sobre la caja circundante, conllevando al uso de cajas de pastel de barro reutilizables que redujeron el uso de harina cara. Las costras de pasteles medievales a menudo se cuecían primero, para crear una "olla" de masa en el horno con una corteza superior extraíble, de ahí el nombre de pastel.
La primera referencia inequívoca a una torta rellena en una fuente escrita data del siglo XIV (Oxford English Dictionary). Comer pasteles picados durante los períodos festivos es una tradición que se remonta al siglo XIII, ya que los croatas que volvían trajeron recetas de pasteles que contenían "carnes, frutas y especias". Algunos pasteles contenían rellenos de conejos, ranas, cuervos y palomas. En 1390, el libro de cocina inglés A Forme of Cury tenía una receta de "pastel de carne", que incluía una mezcla de "cerdo, huevos duros y queso" mezclado con "especias, azafrán y azúcar".

### Desde elsigloXV
Hasta principios del siglo XV, el relleno usualmente esperado era de carne o pescado. En el siglo XV, comenzaron a aparecer recetas de pasteles de frutas y natillas, a menudo con frutos secos como dátiles y pasas (la fruta fresca no fue ampliamente utilizada hasta que el azúcar bajó de precio durante el siglo XVI). La primera tarta de frutas se registró a finales del siglo XVI, cuando a la reina Isabel I le sirvieron tarta de cerezas. La reina Isabel I a menudo recibía regalos de membrillo o pasteles de pera para el Año Nuevo.
Durante la era de Shakespeare, los pasteles de frutas se servían calientes, pero otros se servían a temperatura ambiente, ya que se servían en la "mesa más de una vez".
Durante la era puritana de Oliver Cromwell, algunas fuentes afirman que comer pasteles de carne picada estuvo prohibido como una actividad frívola durante dieciséis años, por lo que hacerlos y comerlos se convirtió en una actividad clandestina; la proscripción se levantó en 1660, con la Restauración de la monarquía. En el siglo XVII, Ben Jonson describió a un experto cocinero de pasteles comparándolo con un constructor de fortificaciones que "...hace ciudadelas de aves y peces curiosos" y "zanjas secas", "pasteles de baluarte" y "murallas de costras inmortales". En el libro de Gervase Markham de 1615 The English Huswife, hay una receta de pastel que requiere "una pierna entera de cordero y tres libras de sebo..., junto con sal, clavo, macis, grosellas, pasas, ciruelas pasas, dátiles y piel de naranja", un gran pastel que podría servirse a un grupo grande.

Algunos pies tradicionales británicos
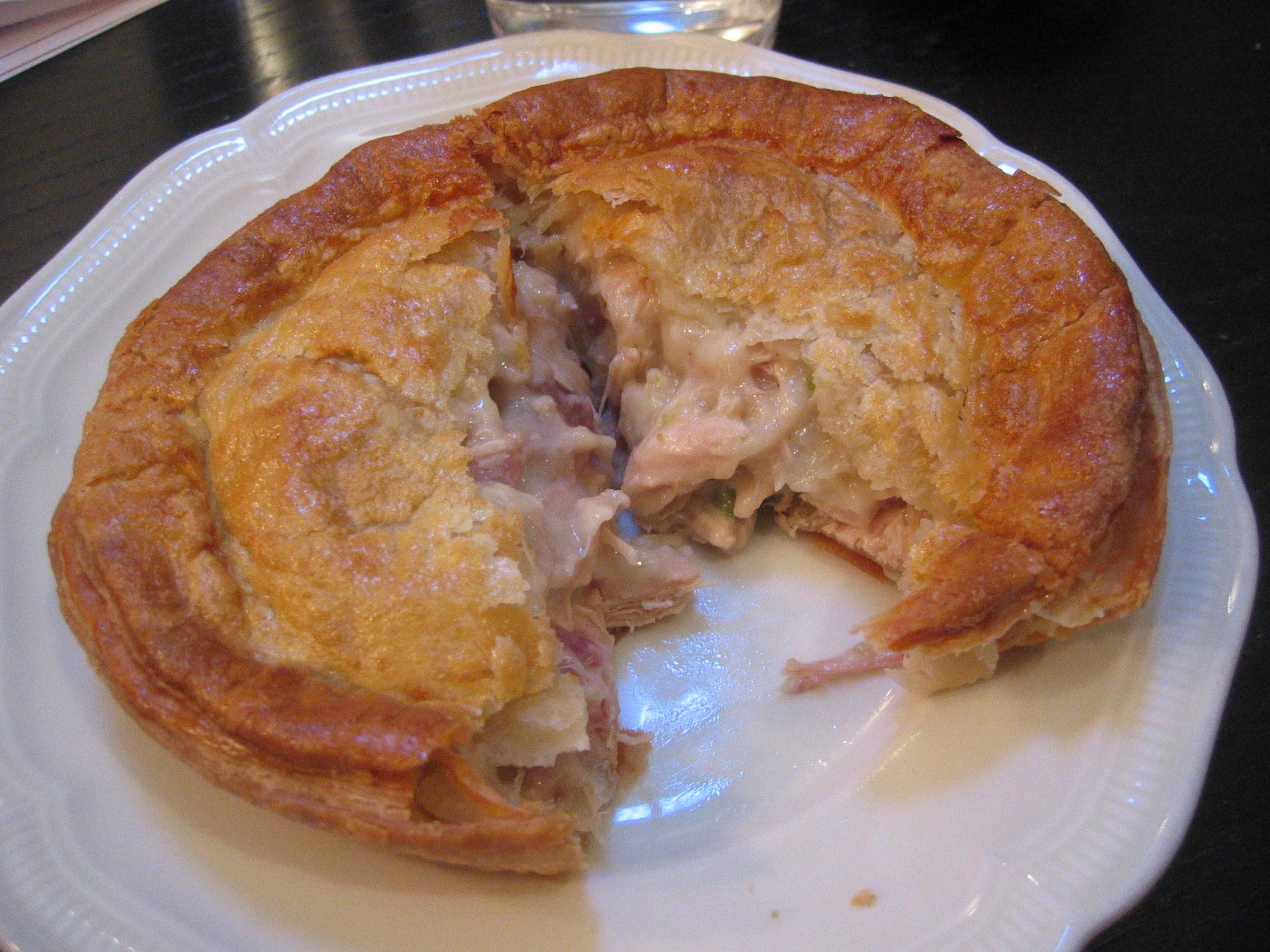
Pie de pollo y cordero
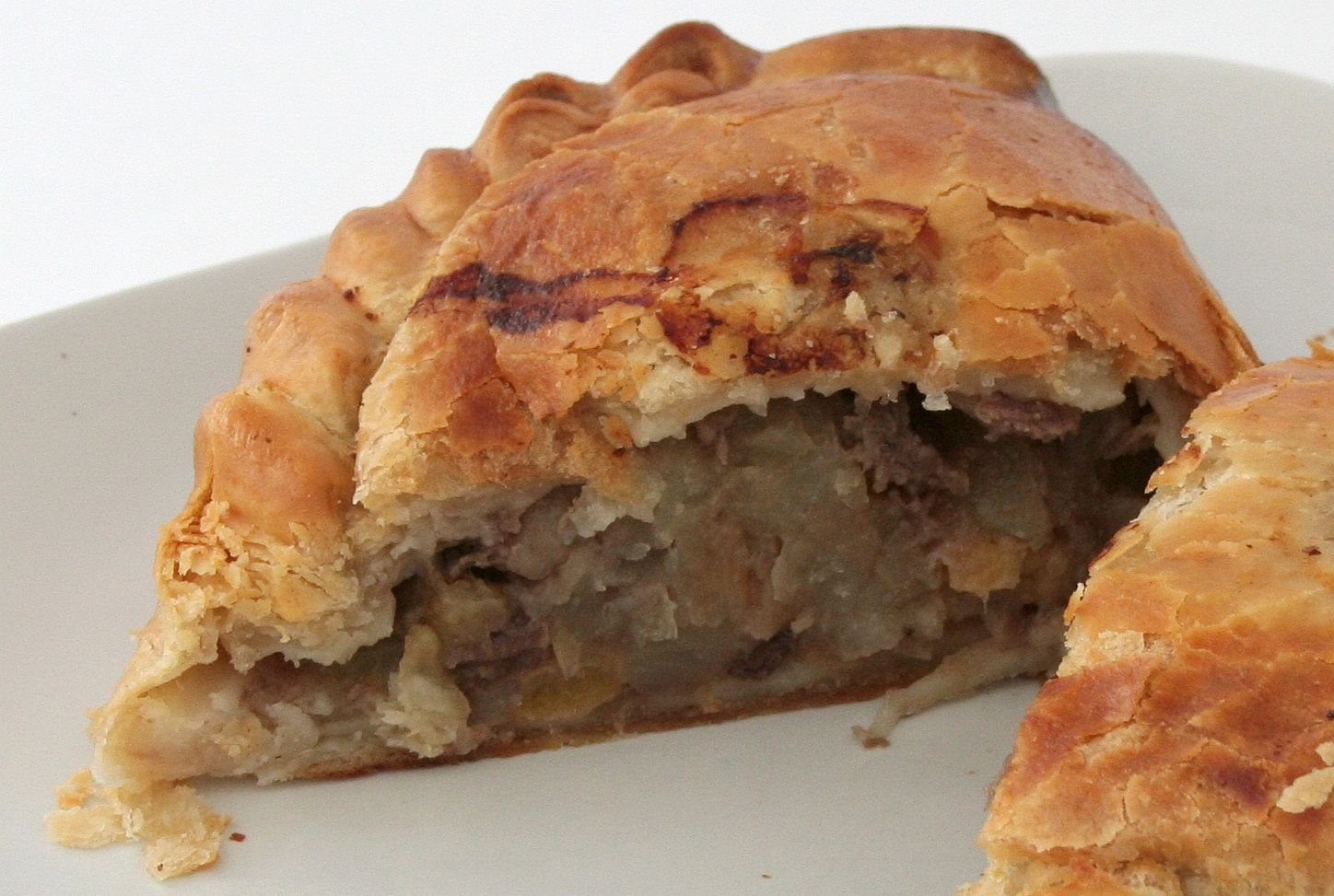
Un Cornish pasty tradicional relleno de carne y vegetales
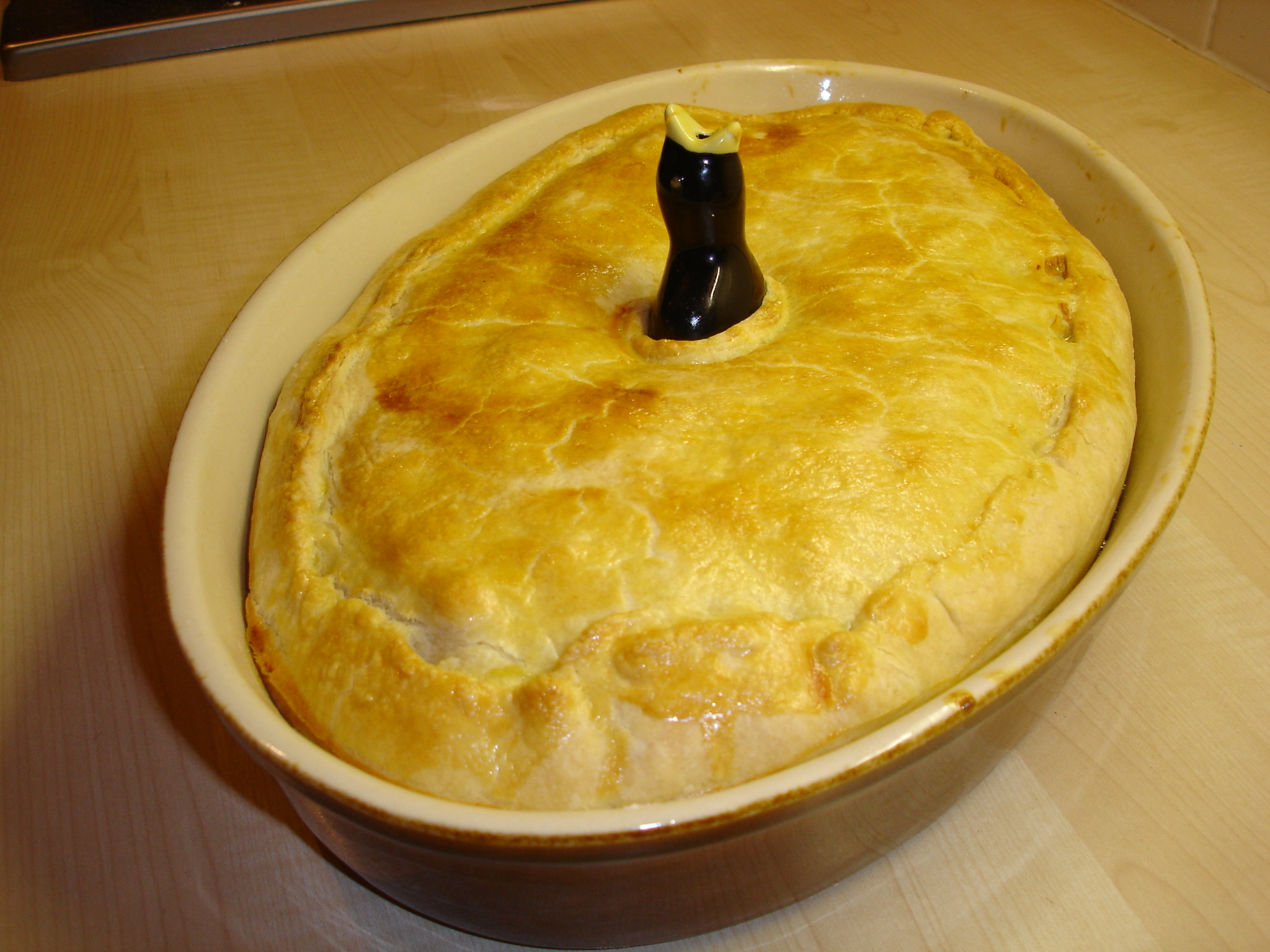
Pie de pollo con un molde con venteo ("pie bird") tradicional

## Estados Unidos (sigloXVII-década de 1980)
Los Padres Peregrinos y los primeros colonos trajeron sus recetas de pies a la americana, adaptándolas a los ingredientes y técnicas de que disponían en el Nuevo Mundo. Las recetas de los colonos eran pies de carne al estilo inglés. Los recién llegados utilizaron las frutas y bayas que conocían de Europa, pero también empezaron a incorporar verduras y caza norteamericanas con las que no estaban familiarizados, con la orientación de los indígenas. Los colonos preferían los pies al pan porque los pies requerían menos harina y no necesitaban un horno de pan de ladrillo, y porque a los pies se les podía añadir cualquier mezcla de ingredientes para "estirar" sus "escasas provisiones". The apple pie made with American apples became popular, because apples were easy to dry and store in barrels over the winter. El pie de manzana hecho con manzanas americanas se hizo popular, porque las manzanas eran fáciles de secar y almacenar en barriles durante el invierno. Los primeros pies americanos tenían cortezas gruesas y pesadas hechas con harina gruesa y sebo. A medida que los pioneros se extendían hacia el oeste, los pies seguían siendo un importante suministro de alimentos; aunque los pies de manzana hechos con manzanas secas eran populares, los cocineros a menudo tenían que utilizar rellenos o sustitutos para estirar sus barriles de manzanas, como galletas trituradas, patatas empapadas en vinagre, tomates verdes agrios y carne de tortuga de río de caparazón blando.
El primer banquete de Acción de Gracias incluía aves de corral y carne de venado, que pueden haber sido incluidos en pies. Los colonos apreciaban el aspecto de conservación de alimentos de los pies con corteza crujiente, que a menudo se sazonaban con "frutos secos, canela, pimienta y nuez moscada".  Entre sus primeros pies se encontraban los elaborados a base de bayas y frutas que les indicaron los nativos norteamericanos.  Los pies permitieron a los cocineros coloniales utilizar sartenes redondas poco profundas para, literalmente, "acortar distancias" y crear una variante regional de pie poco profundo. A finales del siglo XVIII, los libros de cocina muestran una amplia gama de tartas dulces de nuevo desarrollo.
Los pies se hicieron más refinados con las siguientes oleadas de inmigrantes; los holandeses de Pensilvania aportaron un estilo más aromático, especiado y menos dulce de hacer tartas; los franceses trajeron el método de hacer pies con mantequilla y una serie de recetas de tartas, galettes y patés (carne y pescado en masa). Los inmigrantes suecos en los estados de las llanuras trajeron recetas de pies de pescado y bayas; los inmigrantes finlandeses trajeron sus recetas de empanadas y pasteles de carne. En los estados septentrionales, el pastel de calabaza era popular, ya que abundaban las calabazas. Una vez que los británicos establecieron las colonias del Caribe, el azúcar se hizo menos costoso y más ampliamente disponible, lo que significaba que las tartas dulces se podían hacer fácilmente. La melaza era popular en las tartas americanas debido al comercio de ron y esclavos con las islas del Caribe, aunque el jarabe de arce era un edulcorante importante en los estados del norte, después de que los indígenas enseñaran a los colonos cómo aprovechar los árboles de arce y hervir la savia. En el Medio Oeste, los pasteles de queso y crema eran populares, debido a la disponibilidad de grandes granjas lecheras. En el sur de EE. UU., los afroamericanos disfrutaban con los pies de boniato, debido a la gran disponibilidad de este tipo de patata.
En la década de 1870, la nueva ciencia de la nutrición llevó a criticar los pies, sobre todo por parte de Sarah Tyson Rorer, una profesora de cocina y editora de alimentos que advirtió al público sobre la cantidad de energía que se necesita para digerir los pies. Rorer afirmaba que todas las cortezas de pie "...son condenables" y su libro de cocina sólo incluía una tarta de manzana, galletas cubiertas de merengue y gelatina, paté y un "pie higiénico" que tenía "rodajas de manzana o una crema pastelera de calabaza horneada en masa de galleta".  En 1866, Harper's Magazine incluía un artículo de C.W. Gesner que afirmaba que aunque "...lloramos por el pie cuando somos bebés", "finalmente el pie nos mata", ya que la "pesada corteza" no se puede digerir.
Otro factor que disminuyó la popularidad del pie fue la industrialización y el creciente movimiento de mujeres en el mercado laboral, que hizo que la elaboración de pies pasara de ser un ritual semanal a una "empresa ocasional" en ocasiones especiales. The apple pie made with American apples became popular, because apples were easy to dry and store in barrels over the winter. En la década de 1950, después de la Segunda Guerra Mundial, la popularidad de los pies repuntó en EE. UU., sobre todo con inventos alimentarios comerciales como las mezclas de pudin instantáneo, la cobertura Cool Whip y la gelatina Jello (que podían utilizarse como relleno), las cortezas ya preparadas, que se vendían congeladas, y las cortezas alternativas hechas con patatas fritas trituradas. En la década de 1980 se produjo un renacimiento de los pies, cuando se redescubrieron recetas antiguas de pies y se exploró una amplia gama de tartas y pies interculturales.